# Anne (Clouseau)
Anne is een nummer uit 1989 van de Vlaamse popgroep Clouseau. Het is een van hun grootste hits.
Clouseau bracht het nummer tijdens de preselecties van het Eurovisiesongfestival in 1989, maar eindigden op de tweede plaats na Door de Wind van Ingeborg. De groep bracht het nummer uit op single, met het liedje Killertip (Ze Zit). als B-kant. Daarnaast stond het nummer ook op hun debuutplaat "Hoezo?" (1989). "Anne" groeide uit tot een nummer-eenhit in Vlaanderen, en stond zestien weken lang bovenaan de Vlaamse hitparade. Dit betekende hun doorbraak.
Het lied werd al in 1987 door Geert Hanssens, bassist van Clouseau, geschreven, toen de groep nog "Clouseau & Vrienden" heette. Het nummer ging over An Lesandré, die destijds samen met Hanssens in Gent studeerde. Hij studeerde toen geneeskunde en zij vertaler-tolk. Net zoals het in het nummer gezongen wordt, sliep Lesandré, terwijl een van haar benen uit bed hing. In een Humo-interview uit 2011 noemde ze het zowat haar "handelsmerk".
Tijdens de Zo is er maar één-verkiezingen rond het "Beste Nederlandstalige Lied" werd Anne genomineerd in de categorie "Liedjes over vrouwen" en bij die gelegenheid gecoverd door Mark Tijsmans. Het nummer eindigde op de derde plaats binnen deze categorie.

## Meewerkende artiesten
Muzikanten:
- Bob Savenberg (drums)
- Tjenne Berghmans (gitaar)
- Karel Theys (basgitaar)
- Koen Wauters (zang)
- Kris Wauters (keyboards)

## NPO Radio 2 Top 2000
| Nummer met noteringen in de NPO Radio 2 Top 2000 | '05  | '06  | '07  | '08  |
| ------------------------------------------------ | ---- | ---- | ---- | ---- |
| Anne                                             | 1298 | 1539 | 1468 | 1809 |

1. ↑  Een vetgedrukt getal geeft de hoogste notering aan.
2. ↑  2005 was het eerste jaar met een notering voor dit nummer.
3. ↑  Deze tabel is bijgewerkt tot en met de laatste editie (2024).